# Головко Олександр Валентинович
Олександр Валентинович Головко (рос. Александр Валентинович Головко, нар. 29 січня 1964, Дніпропетровськ, Українська РСР, СРСР) — російський воєначальник українського походження, командувач Військами повітряно-космічної оборони з 24 грудня 2012, генерал-полковник.

## Освіта
У 1986 — закінчив Харківське вище військове командно-інженерне училище ракетних військ імені Маршала Радянського Союзу М. І. Крилова.
У 1992 — закінчив командний факультет Військової академії ім. Ф. Е. Дзержинського.
У 2003 — закінчив Військову академію Генерального штабу Збройних Сил Російської Федерації.

## Кар'єра
У 1986 по 1998, після закінчення військового училища, проходив службу на посадах інженера відділення, начальника станції, командира роти, начальника відділення, начальника відділу у військових частинах Головного випробувального центру випробувань та управління космічними засобами імені Г. С. Титова.
У 1998-2001 був начальником окремого командного вимірювального комплексу Головного випробувального центру випробувань та управління космічними засобами імені Г. С. Титова.
У 2003-2004 обіймав посаду заступника начальника штабу Космічних військ.
У 2004-2007 був начальником штабу — першим заступником начальника Головного випробувального центру випробувань та управління космічними засобами імені Г. С. Титова. У 2007 очолив цей центр, будучи призначений його начальником.
23 червня 2011 призначений начальником 1-о Державного випробувального космодрому Міністерства оборони РФ і займав цю посаду аж до грудня 2012.
24 грудня 2012, указом Президента Росії Володимира Путіна, генерал-майор Олександр Головко призначений командувачем Військами повітряно-космічної оборони РФ.

## Нагороди
- Орден «За військові заслуги»,
- Медаль ордена «За заслуги перед Вітчизною» I і II ступенів
- Відомчі медалі